# 동방메디컬
주식회사 동방메디컬은 대한민국의 한방의료기기 기업이다.

## 역사
창업자 김근식 대표가 1985년 동방침구제작소으로 설립, 한의업계에 일회용 부항컵, 쑥뜸 자동화기계 등을 내놓아 한의 의료기기를 선진화시켰다. 2014년 현재의 사명으로 변경하였다.
2016년 신규 전환상환우선주(RCPS)를 발행하는 방식으로 유안타인베스트먼트와 미래에쿼티파트너스, 원익투자파트너스, SJ투자파트너스 등으로부터 75억 원 규모의 투자를 받았다.
2024년 브라질 필러 생산기업 PHD, 러시아 R-PHARM과 대규모 공급계약을 체결하였다. 한국, 중국과 인도네시아에 현지 법인 및 생산시설을 가지고 있다.

## 사업
한방의료기기 및 미용의료기기 등의 제조 및 판매업을 영위하며 미용/성형 의료기기로는 히알루론산(HA) Filler, MTS, 캐뉼러 & 니들, 흡수성봉합사 등이 있으며 2023년도 매출 비중은 53.9%였다. 한방 의료기기로는 일회용 한방침, 일회용 부항컵, 기타 한방 관련 제품이 있으며 2023년 매출 비중은 46.1%이였다.